# MTV Movie Awards 2001
Vyhlášení amerických filmových cen MTV 2001 se uskutečnilo 2. června 2001 ve Shrine Auditorium v Los Angeles v Kalifornii. Moderátorem ceremoniálu byli Jimmy Fallon a Kirsten Dunst.

## Moderátoři a vystupující

### Moderátor
- Jimmy Fallon
- Kirsten Dunst

### Hudební vystoupení
- Christina Aguilera, Lil Kim, Mýa a Pink – „Lady Marmalade“
- Dave Matthews Band – „The Space Between“

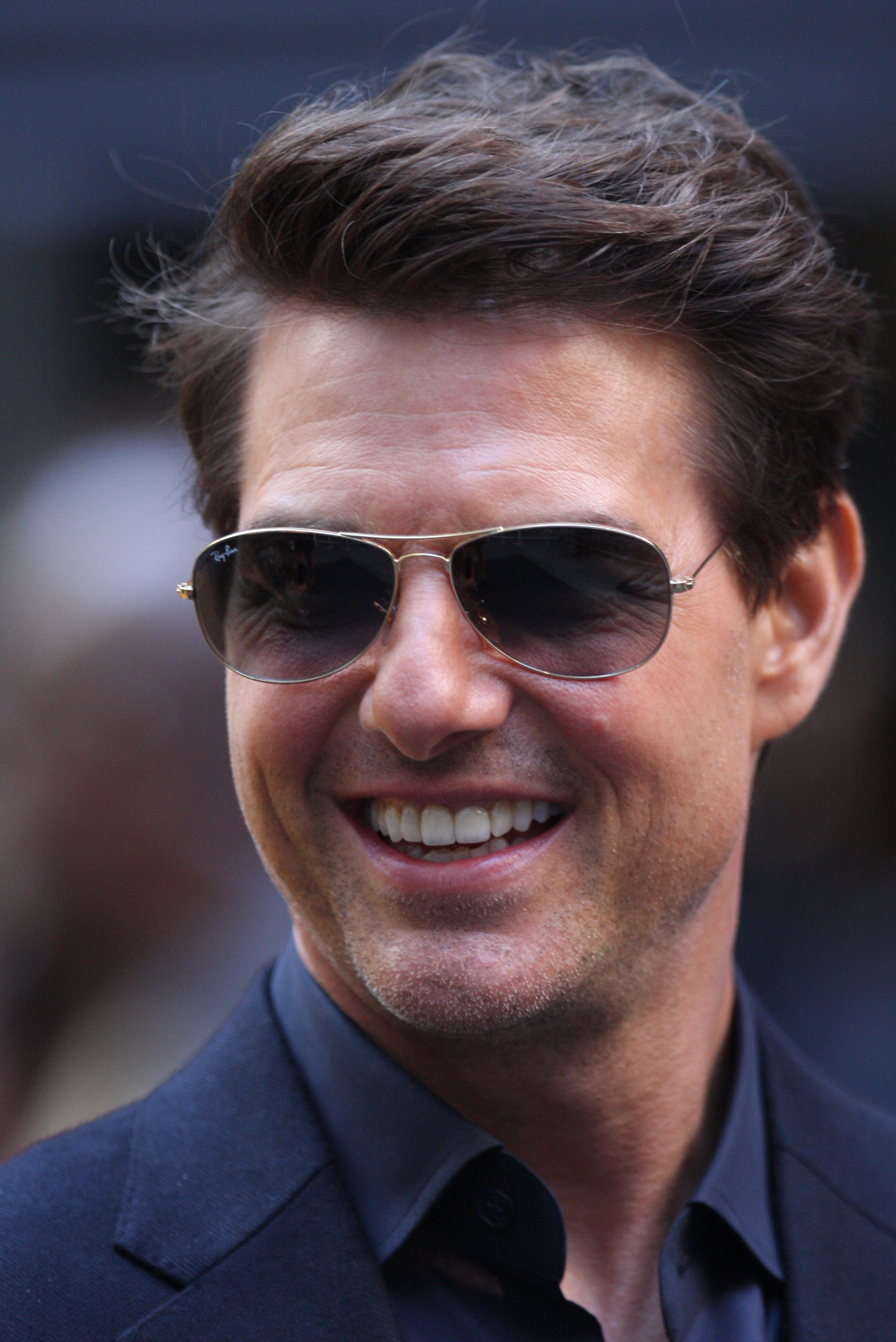
Tom Cruise, vítěz v kategorii nejlepší herec

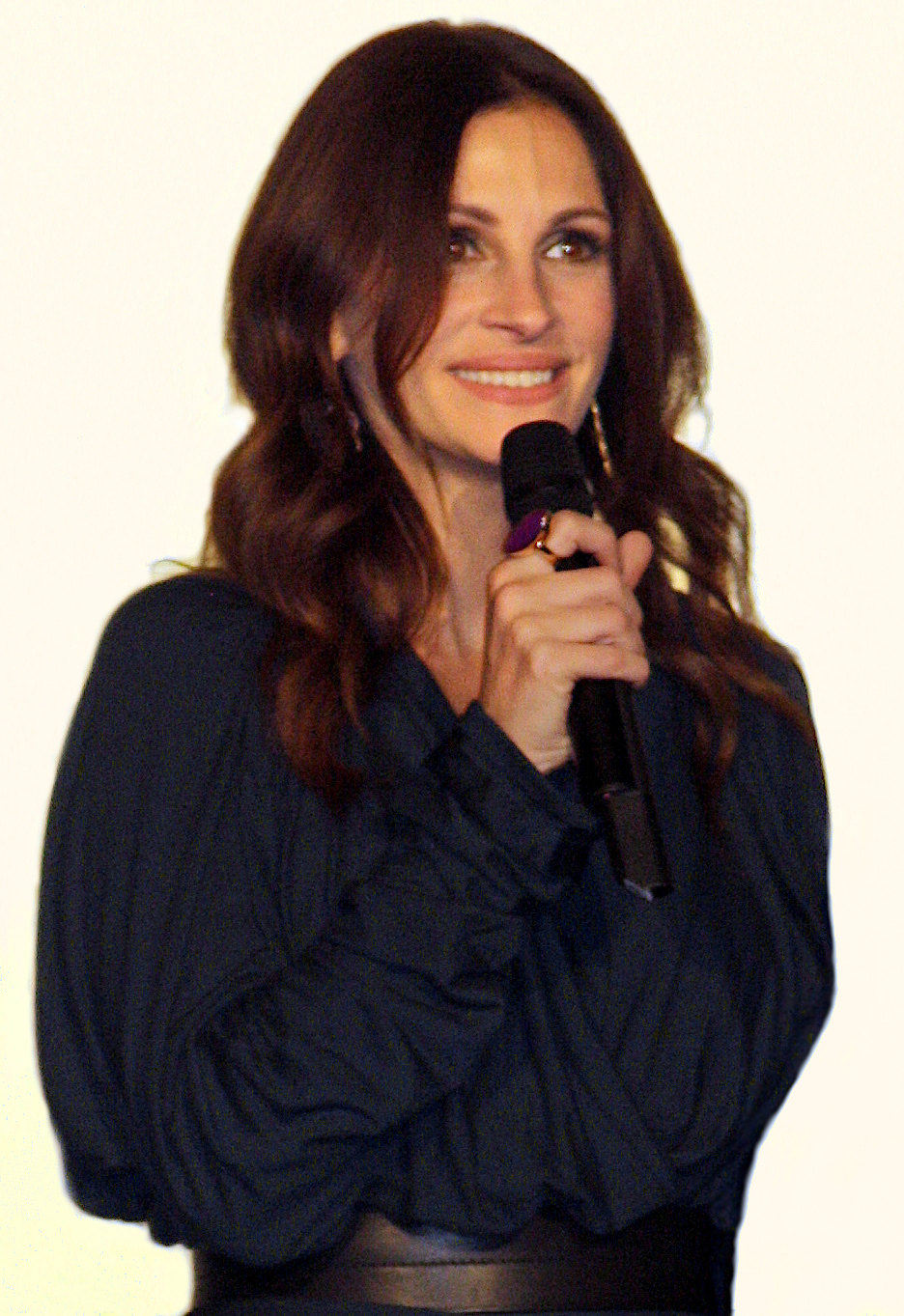
Julia Roberts, vítězka v kategorii nejlepší herečka

- Weezer – „Hash Pipe“

## Nominace a ocenění
| Film roku | Film roku |
| --- | --- |
| Gladiátor - Tygr a drak - Erin Brockovich - Hannibal - X-Men | |
| Nejlepší herec | Nejlepší herečka |
| Tom Cruise – Mission: Impossible II - Russell Crowe – Gladiátor - Omar Epps – Láska a basket - Mel Gibson – Patriot - Tom Hanks – Trosečník | Julia Roberts – Erin Brockovich - Aaliyah – Romeo musí zemřít - Kate Hudson – Na pokraji slávy - Jennifer Lopez – Cela - Julia Stiles – Nežádej svůj poslední tanec |
| Objev roku: muž | Objev roku: žena |
| Sean Patrick Thomas – Nežádej svůj poslední tanec - Jack Black – Všechny moje lásky - Patrick Fugit – Na pokraji slávy - Tom Green – Road Trip - Hugh Jackman – X-Men - Ashton Kutcher – Hele vole, kde mám káru? | Erika Christensen – Traffic – nadvláda gangů - Aaliyah – Romeo musí zemřít - Anna Faris – Scary Movie - Piper Perabo – Divoké kočky - Čang C'-lin – Tygr a drak |
| Nejlepší tým | Nejlepší zloduch |
| Drew Barrymoreová, Cameron Diaz a Lucy Liu – Charlieho andílci - Robert De Niro a Ben Stiller – Fotr je lotr - George Clooney, Tim Blake Nelson a John Turturro – Bratříčku, kde jsi? - Tom Hanks a Wilson – Trosečník - Halle Berryová, Hugh Jackman, James Marsden a Anna Paquin – X-Men | Jim Carrey – Grinch - Kevin Bacon – Muž bez stínu - Vincent D'Onofrio – Cela - Anthony Hopkins – Hannibal - Joaquin Phoenix – Gladiátor |
| Nejlepší komediální výkon | Nejlepší polibek |
| Ben Stiller – Fotr je lotr - Jim Carrey – Já, mé druhé já a Irena - Tom Green – Road Trip - Martin Lawrence – Agent v sukni - Eddie Murphy – Zamilovaný profesor 2: Klumpovi | Julia Stiles a Sean Patrick Thomas – Nežádej svůj poslední tanec - Jon Abrahams a Anna Faris – Scary Movie - Ben Affleck a Gwyneth Paltrow – Nahoru, dolů - Tom Hanks a Helen Hunt – Trosečník - Anthony Hopkins a Julianne Moore – Hannibal |
| Nejlepší taneční scéna | Nejlepší hudební scéna |
| Cameron Diaz – “Heaven Must Be Missing an Angel“ (Charlieho andílci) - Kirsten Dunst, Lindsay Sloane, Clare Kramer, Nicole Bilderback, Tsianina Joelson, Rini Bell, Bianca Kajlich, Nathan West a Huntley Ritter – “I'm Sexy, I'm Cute“ (Bravo, girls!) - Jamie Bell – “Royal Ballet School“ (Billy Elliot) - Julia Stiles a Sean Patrick Thomas – “You Can Do It“ (Nežádej svůj poslední tanec) | Piper Perabo – “One Way or Another“ (Divoké kočky) - Jack Black – “Let's Get It On“ (Všechny moje lásky) - George Clooney, Tim Blake Nelson a John Turturro – “Man of Constant Sorrow“ (Bratříčku, kde jsi?) - Breckin Meyer, Seann William Scott, Paulo Costanzo a DJ Qualls – “I Wanna Rock“ (Road Trip) - Patrick Fugit, Kate Hudson, Billy Crudup, Jason Lee a Anna Paquin – “Tiny Dancer“ (Na pokraji slávy) |
| Nejlepší akční scéna | Nejlepší souboj |
| Honička na motorkách – Mission: Impossible II - Honička aut – 60 sekund - Římská armáda vs. německý dav – Gladiátor - Pád letadla – Trosečník | Čang C'-lin vs. celý bar – Tygr a drak - Drew Barrymoreová vs. útočníci – Charlieho andílci - Russell Crowe vs. maskovaný soupeř a tygr – Gladiátor - Jet Li vs. útočníci – Romeo musí zemřít |
| Nejlepší cameo | Nejlépe oblečeni |
| James Van Der Beek – Scary Movie - Andy Dick – Road Trip - Tom Green – Charlieho andílci - Ozzy Osbourne – Malý Nicky – Satan Junior - Bruce Springsteen – Všechny moje lásky | Jennifer Lopez – Cela - Kate Hudson – Na pokraji slávy - Elizabeth Hurley – Smlouva s ďáblem - Samuel L. Jackson – Drsnej Shaft - Lucy Liu – Charlieho andílci |
| Nejlepší věta | Nejlepší nový filmař |
| Robert De Niro (Fotr je lotr) - Billy Crudup (Na pokraji slávy) - Joaquin Phoenix (Gladiátor) - Cameron Diaz (Charlieho andílci) - Julia Roberts (Erin Brockovich) | Sofia Coppola – Smrt panen |